# La realidad oculta
La realidad oculta: universos paralelos y las profundas leyes del cosmos es un libro de divulgación científica escrito por el físico Brian Greene y publicado en 2011. En él se examina el concepto de multiverso y la posibilidad de la existencia de universos paralelos. Fue nominado al Premio Aventis de 2012.

## Tipos de multiverso
En su libro, Greene especula la existencia de nueve tipos de multiversos: multiversos mosaico, inflacionario, brana, cíclico, paisaje, cuántico, holográfico, simulado y final.

### Multiverso mosaico
El multiverso mosaico es el concepto derivado de la observación de la planitud de la forma del universo, en donde esto implicaría que el universo probablemente sea enorme o infinito.  Al ser tremendamente grande existe la posibilidad de que a cierta distancia de nosotros exista otro volumen de Hubble (mosaico) exactamente igual al nuestro. Max Tegmark estima que un volumen exactamente igual al nuestro estaría situado aproximadamente a una distancia de 10(10115) metros, un número más grande que un gúgolplex.

### Multiverso inflacionario
El multiverso inflacionario es un concepto derivado de la teoría inflacionaria.  La expansión inflacionaria de nuestra región solo duró una pequeña fracción de segundo posterior al big bang, no obstante,  existen otras regiones donde esta expansión inflacionaria nunca se ha detenido y es continuada y eterna aislando otras regiones o universos que, al igual que el nuestro, sus inflaciones solo duran una fracción de tiempo.

### Multiverso brana
El multiverso brana es un concepto derivado de la hipótesis de las 10 dimensiones espaciales de la teoría M.   Nuestro Universo brana, al solo ocupar 3 dimensiones espaciales, virtualmente deja vacantes las restantes dimensiones donde pueden estar ocupadas por otras branas.  Nuestro Universo brana únicamente puede comunicarse con esos otros universos brana por medio de la fuerza de la gravedad, pues es la única fuerza de la naturaleza no anclada a nuestra brana.

### Multiverso cíclico
El multiverso cíclico es un concepto derivado del concepto del multiverso brana y de las ideas de Neil Turok,  donde propone que con regularidad y cierta cantidad de tiempo dos branas pueden chocar produciendo un reinicio del universo y un big bang una y otra vez por tiempo indefinido.  Esta teoría es teoría rival de la teoría inflacionaria pues predice un modelo diferente para observar en la radiación de fondo.  En la medida que se observen ondas gravitacionales o no sobre la radiación de fondo la ciencia se iría inclinando por una u otra teoría.

### Multiverso paisaje
El multiverso paisaje es un concepto derivado de la Teoría M y del modelo inflacionario.  Al igual que el modelo inflacionario hay una expansión eterna y hay regiones aisladas donde de un universo a otro varían grandemente la constante cosmológica, las propiedades de las partículas,  la forma de las 10 dimensiones espaciales y el campo de branas. Un universo puede influir a otro por medio del fenómeno de túnel cuántico, creando una región distinta dentro de otro universo.  Existen tantas formas de universo como formas posibles de Calabi-Yau y campos cuánticos de branas combinados que, en total, serían unas 10500 posibles maneras de configurar.

### Multiverso cuántico
El multiverso cuántico es aquel concepto derivado de la interpretación de la mecánica cuántica de los universos paralelos de Hugh Everett.  Mientras que la interpretación de Copenhague sobre la ecuación de Schrödinger postula por decreto arbitrario el colapso de la función de onda al realizar una observación, la interpretación de Hugh Everett postula que las restantes ondas no colapsan a la observación sino que continúan siendo observadas en otros universos paralelos.

### Multiverso holográfico
El multiverso holográfico es un concepto derivado del concepto de branas de la Teoría M y del principio holográfico de como se almacena la información en los agujeros negros. Mientras que en la experiencia cotidiana la cantidad de información corresponde al número de partículas en un volumen dado (tridimensional), en los agujeros negros esto equivale al área de su horizonte de sucesos o superficie (bidimensional) y no de su volumen.  Esto recuerda a los populares hologramas donde los láseres imprimen en una superficie bidimensional de plástico una imagen de apariencia tridimensional.  En la teoría M, la información de las cuerdas cerradas (partículas de gravedad) vibrando y moviéndose libremente en un espacio decadimensional pero cerca de una brana negra tridimensional, como si fuese la superficie de un agujero negro, describe la misma información y física que cuerdas abiertas ancladas a esa brana (partículas clásicas de la teoría cuántica de campos).

### Multiverso simulado
El multiverso simulado o ciberverso es un concepto derivado de los actuales conceptos sobre metaversos y la teoría de la información.   En teoría,  simular los últimos doscientos mil años de historia humana en una computadora cuántica del tamaño de un ordenador portátil costaría solo la fracción de un segundo.  Hay dos estrategias de simulación:  emergente y ultrarreduccionista.  La estrategia emergente requiere la participación activa del programador ajustando los desfaces creando parches generados por los hallazgos de los habitantes de la simulación.  En la estrategia ultrarreduccionista el programador solo fija unos parámetros iniciales y corre el programa haciendo que evolucione por sí mismo.  Cada estrategia tiene desventajas,  para la emergente la cantidad de desfaces e inconsistencias pudiera hacer colapsar la simulación y en la estrategia reduccionista el redondeo inexacto de las cantidades al evolucionar haría que el programa fallase en un momento dado.

### Multiverso final
El multiverso final o matemático es un metaconglomerado de todos los multiversos propuestos y por proponer.  Este concepto, propuesto por Max Tegmark, deriva del platonismo matemático, en donde se postula que los objetos matemáticos se descubren, no se inventan.  Es como un infinito catálogo o «biblioteca de Babel» con todas las ecuaciones matemáticas ya descubiertas y por descubrir.  Cualquier cosa del multiverso tiene una expresión matemática y toda expresión o ecuación matemática puede expresarse en algún tipo de universo (principio de fecundidad de Robert Nozick).  Este concepto es tan extenso que incluye al «universo vacío» o la nada, así como a los universos simulados, que siempre estarán subordinados a un área de las matemáticas llamadas funciones matemáticas computables.